# 10245 Inselsberg
10245 Inselsberg eller 6071 P-L är en asteroid i huvudbältet som upptäcktes den 24 september 1960 av den nederländsk-amerikanske astronomen Tom Gehrels och det nederländska astronomparet Ingrid van Houten-Groeneveld och Cornelis Johannes van Houten vid Palomarobservatoriet. Den är uppkallad efter Großer Inselsberg.
Den tillhör asteroidgruppen Gefion.